# Polti (equip ciclista)

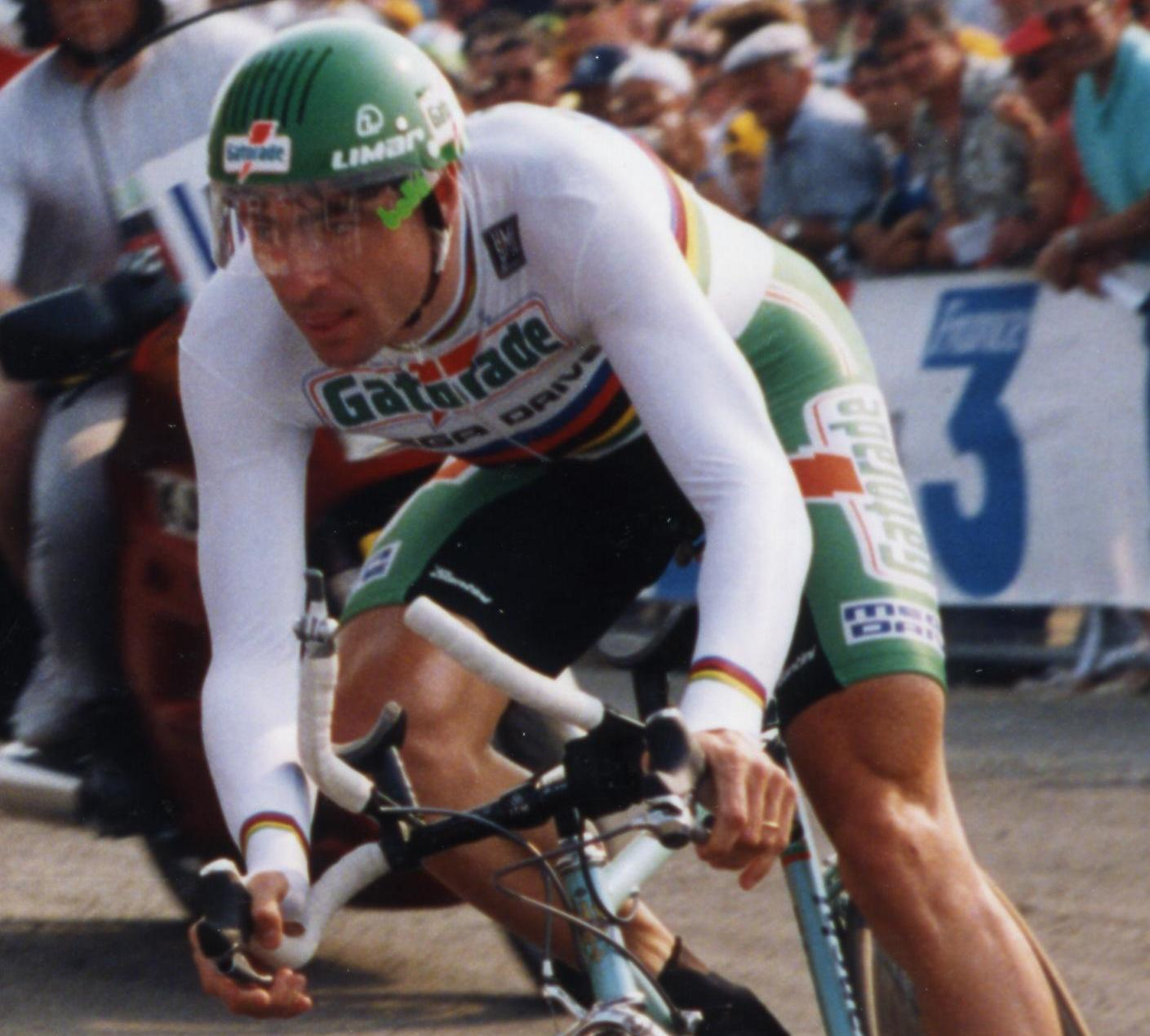
Gianni Bugno al 1993

El Polti és un antic equip ciclista italià, fundat el 1983 i dissolt el 2000. L'equip es va conèixer també com a Supermercati Brianzoli, Château d'Ax, i Gatorade. El 1994 s'incorpora un nou patrocinador, l'empresa d'electrodomèstics Polti, que el 1993 havia estat co-patrocinador de l'equip Lampre. Fou dirigit per Gianluigi Stanga, assistit per Vittorio Algeri.
El principal èxit de l'equip va ser la victòria d'Ivan Gotti al Giro d'Itàlia de 1999.

## Palmarès

### Clàssiques
- Tour de Flandes: 1994 (Gianni Bugno)
- Amstel Gold Race: 1995 (Mauro Gianetti)
- Lieja-Bastogne-Lieja: 1995 (Mauro Gianetti)
- HEW Cyclassics: 1996 (Rossano Brasi) i 1999 (Mirko Celestino)
- Volta a Llombardia: 1986 (Gianbattista Baronchelli), 1999 (Mirko Celestino)

### Grans voltes
- Tour de França
  - 7 participacions (1994, 1995, 1996, 1997, 1998, 1999, 2000)
  - 5 victòries d'etapa:
    - 2 el 1994. Djamolidine Abdoujaparov (2)
    - 1 el 1995. Serguei Outschakov
    - 1 el 1996. Luc Leblanc
    - 1 el 2000. Richard Virenque

  - Classificacions secundàries: 2
    -  1 victòria en la classificació de la muntanya: Richard Virenque (1999)
    -  1 victòria en la classificació per punts: Djamolidine Abdoujaparov (1994)
- Giro d'Itàlia
  - 7 participacions (1994, 1995, 1996, 1997, 1998, 1999, 2000)
    -  1 victòria final: Ivan Gotti (1999)

  - 12 victòries d'etapa:
    - 2 el 1994. Djamolidine Abdoujaparov i Gianni Bugno
    - 2 el 1995. Giovanni Lombardi i Serguei Outschakov
    - 3 el 1996. Giovanni Lombardi, Serguei Outschakov i Davide Rebellin
    - 1 el 1997. Mirko Gualdi
    - 1 el 1998. Giuseppe Guerini
    - 2 el 1999. Richard Virenque i Fabrizio Guidi
    - 1 el 2000. Enrico Cassani

  - Classificacions secundàries: 2
    -  1 victòria en la classificació per punts:Djamolidine Abdoujaparov (1994)
    -  2 victòries en la classificació de l'Intergiro: Djamolidine Abdoujaparov (1994), Fabrizio Guidi (1999)
- Volta a Espanya
  - 9 participacions (1985, 1990, 1991, 1992, 1995, 1996, 1998, 1999, 2000)
    - 0 victòria final:

  - 5 victòries d'etapa:
    - 1 el 1985. Gianbattista Baronchelli
    - 1 el 1992. CRE
    - 3 el 1998. Fabrizio Guidi (3)

  - 2 Classificacions secundàries:
    -  1r de la classificació per punts:Fabrizio Guidi (1998)
    - Classificació per equips: (1996)

### Campionats nacionals
- Campionat d'Alemanya en ruta: 1994 (Dirk Baldinger)
- Campionat d'Àustria en contrarellotge: 1996 (Georg Totschnig)

## Classificacions UCI

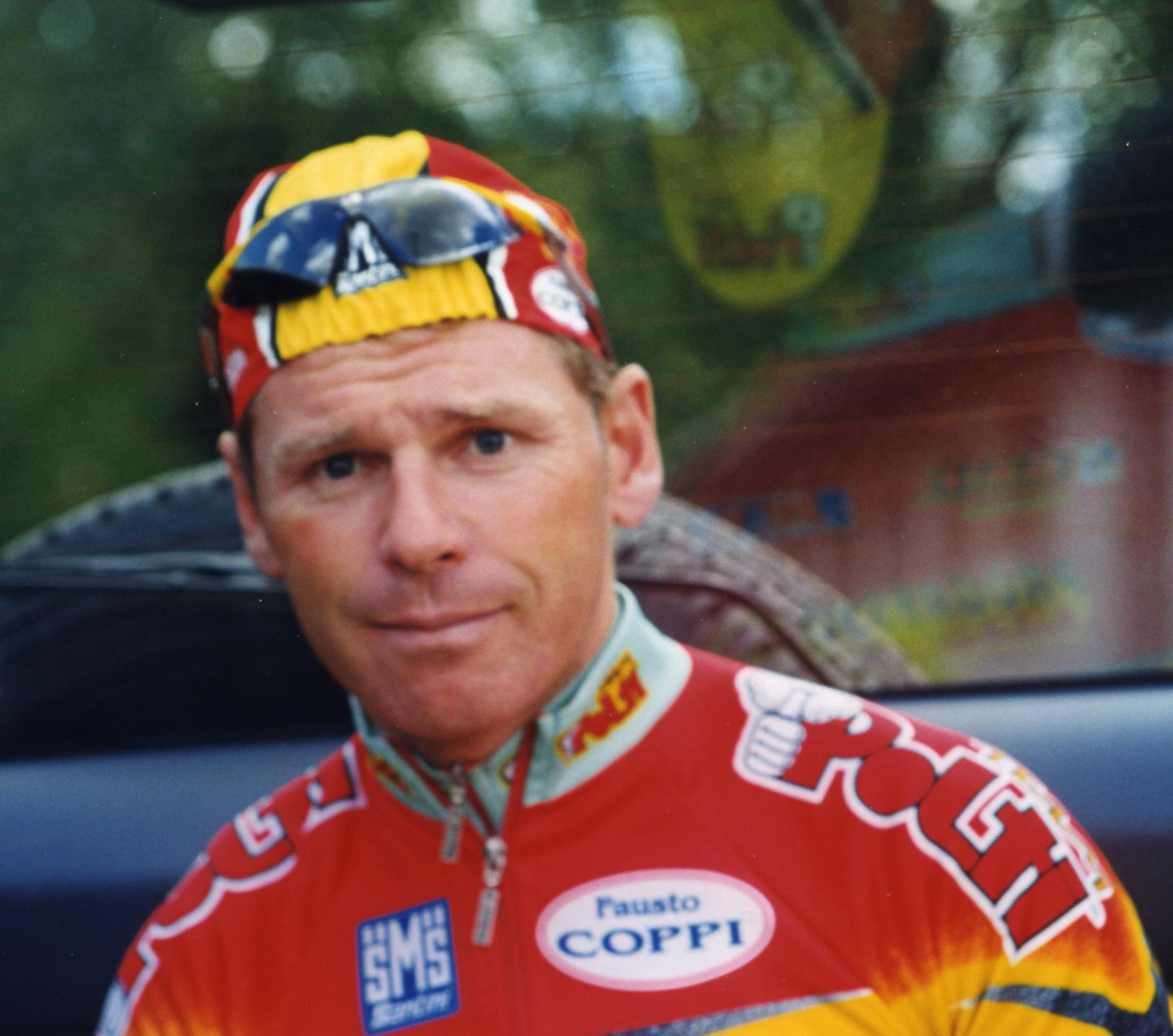
Pascal Hervé al 2000

| Temporada | Classificació per equips | Millor ciclista en la classificació individual |
| --------- | ------------------------ | ---------------------------------------------- |
| 1995      | 10è                      | Mauro Gianetti (21è)                           |
| 1996      | 6è                       | Davide Rebellin (12è)                          |
| 1997      | 20è                      | Luc Leblanc (57è)                              |
| 1998      | 5è                       | Davide Rebellin (8è)                           |
| 1999      | 4t                       | Davide Rebellin (5è)                           |
| 2000      | 20è                      | Richard Virenque (58è)                         |